# Maciej Musiał
Maciej Musiał (n. 11 de febrero de 1995, Varsovia) es un actor y productor polaco. Ha aparecido en numerosas películas, series de televisión y obras de teatro polacas. Recientemente apareció en las series de televisión de Netflix 1983 y The Witcher.

## Carrera profesional
Musiał es hijo de los también actores Andrzej y Anna Musiał. Comenzó su carrera como actor a una edad temprana con un cameo en un episodio de 2004 de la telenovela polaca de larga duración Plebania. Más tarde fue elegido para una serie regular en Ojciec Mateusz (2008-2011), sin embargo, su gran oportunidad llegó con el papel en Rodzinka.pl (2011-2013, 2015-presente), que le valió el estatus de ídolo adolescente. A medida que su popularidad continuó creciendo, Musiał comenzó a presentar en conjunto The Voice of Poland, y tuvo un papel principal en el aclamado largometraje Mój biegun, ambos en 2013. Su trabajo en televisión le valió el premio Telekamery en 2016.
Musiał ganó reconocimiento en la escena internacional en 2018 por protagonizar la serie original de Netflix 1983, que también fue productor ejecutivo. Por su trabajo en la serie, fue incluido en la lista Forbes 30 Under 30 Europa en la categoría Entretenimiento en 2019. También tuvo un papel recurrente en la serie dramática de fantasía de Netflix The Witcher en 2019.

## Filmografía

### Cine
| Año  | Título                              | Papel             |
| ---- | ----------------------------------- | ----------------- |
| 2008 | Futro                               | Konrad Makowiecki |
| 2010 | Halloweentown                       | Luke              |
| 2010 | Halloweentown II: Kalabar's Revenge | Luke              |
| 2011 | Man, Chicks Are Just Different      |                   |
| 2012 | Offline                             | Kacper Tarski     |
| 2013 | Mój biegun                          | Jan Mela          |
| 2013 | Dom na końcu drogi                  | Piotr             |
| 2013 | Planes                              | Dusty Crophopper  |
| 2013 | Khumba                              | Khumba            |
| 2013 | The Greatest Miracle                |                   |
| 2014 | Planes: Fire & Rescue               | Dusty Crophopper  |
| 2014 | Dzień dobry, kocham cię!            | Iwo               |
| 2014 | Bunks                               | Dylan             |
| 2015 | Animal Kingdom: Let's Go Ape        | Édouard           |
| 2015 | The Little Prince                   | Mr. Prince        |
| 2016 | Ratchet & Clank                     | Ratchet           |
| 2017 | Dwie korony                         | Young Franciscan  |
| 2017 | Moomins and the Winter Wonderlands  | Moomin            |
| 2018 | Miłość jest wszystkim               | Daniel Wojnar     |

### Televisión
| Año                     | Título                         | Papel                                                                    |
| ----------------------- | ------------------------------ | ------------------------------------------------------------------------ |
| 2004                    | Plebania                       |                                                                          |
| 2005                    | Oskar                          | Stefan "Szaszłyk"                                                        |
| 2007                    | Prawo miasta                   | Maciek Gralczyk                                                          |
| 2008                    | Hotel pod żyrafą i nosorożcem  | Janek Miłobędzki                                                         |
| 2008–2011, 2019         | Ojciec Mateusz                 | Michał Wielicki                                                          |
| 2009                    | The Suite Life on Deck         | Johan Yo                                                                 |
| 2009                    | Pokémon                        | Kenny                                                                    |
| 2009–2010               | The Batman                     | Dick Grayson / Robin (voz)                                               |
| 2010–2012               | Batman: The Brave and the Bold | Robin / Damian Wayne / Robin (manga) / Dick Grayson / Rejuvenated Batman |
| 2010                    | Nowa                           | Adam Szyma                                                               |
| 2010                    | Ludzie Chudego                 |                                                                          |
| 2011–2013, 2015–present | Rodzinka.pl                    | Tomek Boski                                                              |
| 2011                    | Ranczo                         |                                                                          |
| 2011–2012               | Poziom 2.0                     |                                                                          |
| 2012, 2015              | Krew z krwi                    | Franek Majewski                                                          |
| 2012                    | Ja to mam szczęście            | Igor                                                                     |
| 2012–2013               | Cheeese                        |                                                                          |
| 2012–2013               | Hotel 52                       | Łukasz                                                                   |
| 2012–2016               | Lab Rats                       | Chase Davenport                                                          |
| 2012                    | True Law                       | Sebastian Wróblewski                                                     |
| 2013                    | Matka brata mojego syna        | Xawery Laskus                                                            |
| 2013                    | Boscy w sieci                  | Tomek Boski                                                              |
| 2013–                   | The Voice of Poland            |                                                                          |
| 2014                    | Czas honoru. Powstanie         | "Apacz"                                                                  |
| 2014–2017               | Star Wars Rebels               | Ezra Bridger                                                             |
| 2015                    | Over the Garden Wall           | Wirt                                                                     |
| 2016                    | Kocham cię, Polsko!            | Himself; team captain                                                    |
| 2016–2017               | Lab Rats: Elite Force          | Chase Davenport                                                          |
| 2018                    | Fryderyk                       |                                                                          |
| 2018                    | 1983                           | Kajetan Skowron                                                          |
| 2019                    | Pułapka                        | Artur                                                                    |
| 2019                    | DNA                            | Tadek                                                                    |
| 2019                    | The Witcher                    | Sir Lazlo                                                                |
| 2020                    | Igraszki z diabłem             | Lucjusz                                                                  |
| 2022                    | 1899                           | Olek                                                                     |

### Teatro
| Año       | Producción         | Papel          |
| --------- | ------------------ | -------------- |
| 2015–2016 | Skaza              | Martyn Fleming |
| 2019      | Dead Poets Society | Neil Perry     |

## Audiobook
| Año  | Producción        | Papel             | Notas          |
| ---- | ----------------- | ----------------- | -------------- |
| 2012 | A Game of Thrones | Joffrey Baratheon | versión polaca |